# Desperate Youth, Blood Thirsty Babes
Desperate Youth, Blood Thirsty Babes è il secondo album discografico (il primo senza contare il demo precedente autoprodotto) dei TV on the Radio, pubblicato nel 2004.
Il disco è stato registrato a Brooklyn presso l'Headgear Studio ed ha vinto lo Shortlist Music Prize 2004.

## Tracce
1. The Wrong Way – 4:38
2. Staring at the Sun – 3:27
3. Dreams – 5:09
4. King Eternal – 4:28
5. Ambulance – 4:55
6. Poppy – 6:07
7. Don't Love You – 5:31
8. Bomb Yourself – 5:32
9. Wear You Out – 7:22

Bonus tracks
1. You Could Be Love (solo versione vinile e mp3)
2. Staring at the Sun (demo) (solo versione mp3)

## Formazione
- Tunde Adebimpe – voce, loops
- Kyp Malone – voce, chitarre, loops
- David Andrew Sitek – musica, chitarra, tastiere, loops
- Martin Perna- sassofoni, flauto